# Decretos de aniquilamiento

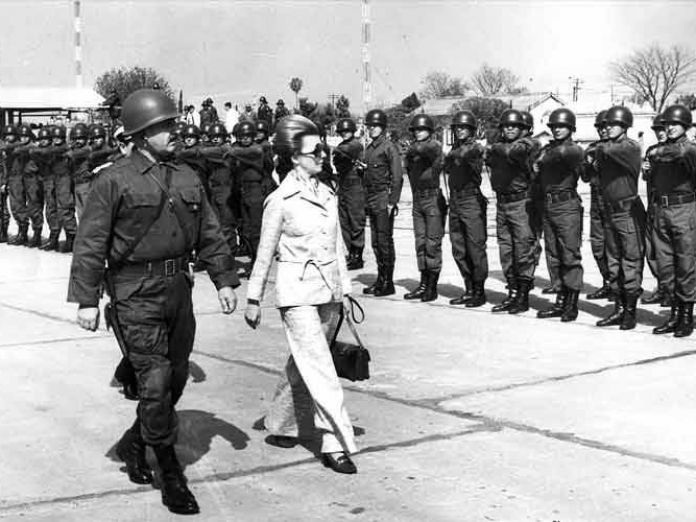
La presidenta constitucional Isabel Martínez de Perón firmó el decreto para «ejecutar las operaciones militares que sean necesarias a efectos de neutralizar y/o aniquilar el accionar de elementos subversivos que actúan en la provincia de Tucumán» en 1975.

La expresión «decretos de aniquilamiento» suele ser utilizada para referirse a cuatro decretos dictados por el Poder Ejecutivo Nacional de la República Argentina en 1975, durante el gobierno constitucional peronista de María Estela Martínez de Perón, con el fin de organizar las fuerzas militares y de seguridad para combatir contra las organizaciones guerrilleras que actuaban por entonces en el país. Solo dos de ellos, el primero limitado a la provincia de Tucumán, y el último con alcance nacional, establecen expresamente la orden de «aniquilar el accionar de los elementos subversivos».
El primer decreto llevó la firma de la presidenta María Estela Martínez de Perón y sus ministros, y se dictó el 5 de febrero para dar inicio al Operativo Independencia, generado para combatir el foco insurreccional establecido en la Provincia de Tucumán. Los tres restantes decretos fueron dictados el 6 de octubre y firmados por el presidente provisional del Senado en ejercicio del Poder Ejecutivo por licencia de la presidenta Martínez de Perón, Ítalo Luder y los ministros, y tuvieron como objetivo establecer las instancias institucionales para conducir la «lucha contra la subversión», mediante la constitución del Consejo de Seguridad Interna, por el presidente de la Nación.
Las Fuerzas Armadas y los grupos policiales y parapoliciales, se valieron de los decretos para militarizar el país y utilizar medidas de terrorismo de Estado sin control judicial, contra las organizaciones guerrilleras y también contra activistas políticos, sindicales, estudiantiles, religiosos, comunitarios y de derechos humanos. Muchos de los militares condenados por delitos de lesa humanidad cometidos luego de 1975, invocaron sin éxito los decretos de aniquilamiento como una orden del Poder Ejecutivo constitucional, para proceder a la tortura, secuestro y ejecución sin juicio de personas.
Los llamados decretos de aniquilamiento y la manera en que fueron aplicados se consideran un antecedente inmediato y directo del golpe de Estado de 1976. Una vez instalada la dictadura autodenominada Proceso de Reorganización Nacional, se dictó la Orden Secreta del 17 de diciembre de 1976, eliminando la orden de «neutralizar y/o aniquilar el accionar» subversivo, para precisar que la orden era «aniquilar a los delincuentes subversivos».

## Decreto iniciando el Operativo Independencia en Tucumán (261/75)
El primer decreto es el Decreto 261/75 del 5 de febrero de 1975. El mismo está firmado por la presidenta María Estela Martínez de Perón que, en su condición de vicepresidente electa, había reemplazado al presidente Juan Domingo Perón, fallecido el año anterior.
En un contexto de alta violencia política, el decreto tuvo como objetivo tomar medidas militares para combatir el accionar insurreccional del Ejército Revolucionario del Pueblo (ERP) en la norteña Provincia de Tucumán, región en la que el ERP se había instalado desde mediados de 1974, por medio de la Compañía Ramón Rosa Jiménez, controlando para entonces un tercio del territorio provincial, principalmente en la zona de Monteros, con el objetivo inmediato de generar una zona liberada que pudiera ser reconocida internacionalmente.
El artículo primero del Decreto establece su objetivo principal al ordenar al Ejército actuar militarmente en Tucumán con el fin de «neutralizar y/o aniquilar el accionar» subversivo:

El Comando General del Ejército procederá a ejecutar las operaciones militares que sean necesarias a efectos de neutralizar y/o aniquilar el accionar de elementos subversivos que actúan en la provincia de Tucumán.

El Decreto ordena también a la Policía Federal ponerse bajo el mando del Ejército y solicita al Gobierno de la provincia de Tucumán, hacer lo mismo con la policía provincial.
Los firmantes del Decreto fueron María Estela de Perón, Alberto L. Rocamora (ministro del Interior e interino de Justicia), Oscar Ivanissevich (ministro de Educación), Alberto J. Vignes (ministro de Relaciones Exteriores y Culto), Adolfo M. Savino (ministro de Defensa), José López Rega (ministro de Bienestar Social), Alfredo Gómez Morales (ministro de Economía) y Ricardo Otero (ministro de Trabajo).
Esta operación del Ejército Argentino en la Provincia de Tucumán se denominó Operativo Independencia. Durante su desarrollo el Ejército Argentino, la Fuerza Aérea Argentina, las fuerzas policiales y el grupo parapolicial Triple A, no solo actuaron militarmente sobre los combatientes del ERP, al que se sumaron en 1975 combatientes de la organización guerrillera Montoneros, sino también sobre militantes sindicales, de los partidos políticos legales, recurriendo asimismo al uso generalizado de la tortura y el asesinato. Los jefes militares del Operativo Independencia desarrollado bajo el Decreto 261/75 fueron los generales Acdel Vilas, primero, que fuera reemplazado por Antonio Domingo Bussi en diciembre de 1975. Este último fue juzgado y condenado a prisión perpetua por delitos de lesa humanidad en la provincia de Tucumán.

## Decretos organizando las instancias militares y policiales
En 1975 la violencia política en Argentina aumentó hasta alcanzar el punto más alto de las dos décadas anteriores. La lista elaborada por el Grupo Fahrenheit contabiliza 336 personas detenidas-desaparecidas en 1975, frente a 43 del año anterior, con la actuación desembozada del grupo parapolicial Triple A, liderada por el ministro de Bienestar Social José López Rega, con la tolerancia de las Fuerzas Armadas. La CONADEP por su parte estimó que 359 personas habían desaparecido en 1975.
Entre mayo y agosto de 1975, los generales Jorge Rafael Videla y Roberto Viola organizaron el grupo de militares que darían el golpe de Estado el 24 de marzo del año siguiente. El 11 de julio López Rega renunció luego de una gigantesca manifestación sindical en su contra y pocos días después huyó del país. El 3 de septiembre de 1975, por decreto 3130/1975 se designa comandante del Ejército al general Jorge Rafael Videla. El 13 de septiembre, la presidenta María Estela Martínez, muy debilitada políticamente, solicita licencia por un mes, debiendo asumir el Poder Ejecutivo interinamente, el presidente del Senado, Ítalo Luder. 
La dependencia de Luder respecto del poder militar fue tal que la historiadora María Seoane dice que «el verdadero gabinete de Luder pasó a ser el triunvirato militar de Videla, Massera y Fautario. Un ataque sangriento de Montoneros a un regimiento de Formosa fue la excusa para que Luder y el triunvirato avanzaran en el andamiaje represivo».
El domingo 5 de octubre de 1975, la organización guerrillera Montoneros atacó los cuarteles del Regimiento de Infantería Monte 29, el Casino de Suboficiales de dicha fuerza y el Aeropuerto «El Pucú» de la Ciudad de Formosa en la provincia homónima.
El enfrentamiento armado le ocasionó al Ejército, entre muertos y heridos, 30 bajas. El ataque provocó una conmoción nacional y todas las fuerzas políticas condenaron el asalto. Al día siguiente Luder, en acuerdo de ministros, dictó los decretos 2770/75, el 2771/75 y 2772/75, extendiendo a todo el país y bajo el mando directo de las Fuerzas Armadas, la política represiva de «neutralizar y/o aniquilar el accionar de los elementos subversivos», que se iniciara con el Operativo Independencia, en la provincia de Tucumán.
- El decreto número 2770 creó el Consejo de Seguridad Interna, encabezado por el presidente e integrado por los ministros y los tres jefes militares para dirigir “los esfuerzos para la lucha contra la subversión” y estableció que, el Consejo de Defensa, presidido por el ministro de Defensa e integrado por los jefes del Ejército, la Armada y la Fuerza Aérea, tenía la misión de conducir la lucha contra todos los aspectos y acciones de la subversión, así como las tareas de planear y conducir el empleo de las Fuerzas Armadas, fuerzas de seguridad y fuerzas policiales.
- El decreto 2771 disponía que el Ministerio del Interior firmara convenios con los gobernadores para que la policía y el servicio penitenciario de cada provincia quedaran bajo control del Consejo de Defensa.
- El decreto 2772 le ordenaba a las Fuerzas Armadas, "bajo el Comando Superior del Presidente de la Nación, que será ejercido a través del Consejo de Defensa", la ejecución de las operaciones militares y de seguridad que "sean necesarias a efectos de aniquilar el accionar de los elementos subversivos en todo el territorio del país".

Los tres decretos fueron firmados por Ítalo Luder, Manuel Aráuz Castex, Tomás Vottero, Carlos Emery, Carlos Ruckauf, Antonio Cafiero y Ángel Federico Robledo.
Tanto el decreto 261 del 5 de febrero, como el 2772, de octubre, fueron conocidos públicamente recién el 24 de septiembre de 1983, cuando los publicara el Diario La Prensa, de Buenos Aires el 24 de septiembre de 1983, en su página 4.
El historiador Marcelo Borrelli ha explicado que los decretos obedecían a la visión del «bloque civil que pedía una represión 'ordenada' y 'legal', pero dura y efectiva. Esta visión se alineaba con la opinión de
sectores civiles que planteaban que la única forma de terminar tanto con la violencia guerrillera como con la represión paramilitar de 'bandas de ultraderecha' era poniéndola en las manos 'legales' de las Fuerzas Armadas. Así, se terminaría con la 'anarquía' y se pondría fin a la deriva violenta a través de una fuerza perteneciente al propio Estado».
Los decretos efectivamente tuvieron el efecto de desplazar la acción parapolicial de la Triple A, que prácticamente desapareció en el primer trimestre de 1976 y cuyos miembros serán integrados en los grupos
de tareas que realizaron la represión clandestina durante la dictadura militar. Pero también sirvieron de «paraguas» para que se consolidaran los grupos cívico-militares que ya estaban planeando el golpe de Estado y para que las Fuerzas Armadas aumentaran la cantidad de operaciones realizadas fuera de la ley. Borrelli cuenta que los decretos fueron exigidos por las Fuerzas Armadas, bajo la extorsión de no dar un golpe de Estado.
Tres días después de la sanción de los decretos, el diario Clarín, que como órgano vinculado al MID había participado de la coalición de gobierno hasta que comenzó a alejarse a mediados de 1975, publicó una editorial en la que sostenía:

No caben ya dudas de que nuestro país se encuentra hoy en guerra. Tampoco deben existir vacilaciones en cuanto a que la empresa armada y violenta de la subversión debe ser combatida con las armas que la República ha depositado en sus fuerzas militares.
Clarín (Editorial)

El argumento de que la Argentina había entrado en guerra, fue uno de los principales argumentos que, a partir del año siguiente, utilizaría la dictadura cívico-militar para justificar el terrorismo de Estado.
Pocos días después, el 28 de octubre de 1975, Jorge Rafael Videla, en su condición de comandante general del Ejército, emitió la directiva secreta 404/75, conocida como «La Peugeot», complementaria de los decretos. Por esta directiva se zonificó militarmente todo el país, sujetando a todas las autoridades a los jefes militares secretos y se estableció un amplio sistema de inteligencia bajo el cual se puso a toda la población.

## Orden secreta del 17 de diciembre de 1976
Ya consolidada en el poder la dictadura denominada Proceso de Reorganización Nacional, el jefe del Estado Mayor General del Ejército, general Roberto Viola, dictó el 17 de diciembre de 1976 una orden secreta que modifica las órdenes dictadas por los decretos del gobierno constitucional derrocado, eliminando toda referencia a la «neutralización» y estableciendo que la orden de aniquilación no debía ser del «accionar subversivo», como establecían los decretos de 1975, sino de las personas mismas consideradas como «subversivas».
La orden secreta del 17 de diciembre de 1976 dijo textualmente:

Aplicar el poder de combate con la máxima violencia para aniquilar a los delincuentes subversivos donde se encuentren. La acción militar es siempre violenta y sangrienta. El delincuente subversivo que empuñe armas debe ser aniquilado sin aceptar rendición. El ataque se ejecutará mediante la ubicación y aniquilamiento de los activistas subversivos. Las órdenes deben aclarar si se detiene a todos o a algunos, si en caso de resistencia pasiva se los aniquila o se los detiene, si se destruyen bienes o se procura preservarlos. Los tiradores especiales podrán ser empleados para batir cabecillas de turbas o muchedumbres.

## Consecuencias
Por medio de los decretos de aniquilamiento y las normas complementarias, las Fuerzas Armadas lograron que el poder político constitucional les otorgara la autoridad que habían estado buscando durante mucho tiempo para asumir la lucha contra los llamados «subversivos», la cual hasta este momento había sido en gran medida manejada por la Policía Federal, las policías provinciales y el grupo parapolicial Triple A. Esta última dejó de actuar cuando se dictaron los decretos de octubre.
Esto ayudó a conformar una red de poder militar paralela durante el último año del gobierno constitucional, que se utilizó para debilitar al gobierno constitucional y dar el golpe de Estado del 24 de marzo de 1976, la última y más violenta dictadura vivida en la historia del país.
La introducción del polémico término militar «aniquilar» en los decretos 261 y 2772 ha generado fuertes discusiones sobre su significado y alcance en vinculación directa al concepto de guerra sucia, ya que en la aplicación de esa orden se procedió a torturar, secuestrar, asesinar y hacer desaparecer a personas señaladas arbitrariamente como «subversivas».
Carlos Ruckauf, que era ministro de Trabajo en aquel entonces, iba a recordar años más tarde que Luder dijo que había que ampliar el área de influencia de las Fuerzas Armadas a todo el país y que iban a enviarse esos decretos de inmediato al Congreso, y que se iban a mandar, además, dos proyectos de ley que explicaban la forma de aplicar los decretos y el mecanismo de control que iba a haber por parte del poder político sobre las fuerzas militares, que obviamente nunca se ejecutó: los tipos hacían lo que querían e inclusive detenían a compañeros nuestros y no sabíamos qué pasaba. 
Ya en el ocaso del «Proceso de Reorganización Nacional», previendo problemas judiciales por las violaciones a los derechos humanos, los jefes militares sostuvieron que había sido una guerra y que no habían hecho más que obedecer los decretos, emitidos por un gobierno democrático. Ese mismo argumento fue esgrimido por los defensores de los comandantes juzgados en 1985, y siguió siendo utilizado por los partidarios de los militares presos. 
Sin embargo, en el juicio contra los comandantes, Luder precisó que «aniquilar el accionar de los elementos subversivos» aludía a «inutilizar la capacidad de combate de los grupos subversivos, pero de ninguna manera significa aniquilamiento físico ni violación de la estructura legal que en el país permanecía para derivar todo lo que fuera represión dentro de un marco legal».
En la acusación contra los militares, los fiscales Julio Strassera y Luis Moreno Ocampo destacaron las explicaciones de Luder y resaltaron que ninguno de los oficiales superiores citados a declarar por la defensa (de los comandantes) entendió que la orden de aniquilar autorizaba a secuestrar, torturar y matar. En la sentencia, leída por León Arslanián el 9 de diciembre de 1985, los miembros de la Cámara Nacional de Apelaciones en lo Criminal y Correccional Federal coincidieron en que la orden de Luder no podía entenderse fuera del contexto jurídico de aquel momento, cuando la Carta Magna, las leyes de la Nación y los tratados con las naciones extranjeras seguían siendo la ley suprema de la Nación.